# روبرت الأول دوق بورغندي
روبرت الأول البرغوني والمعروف باسم بـروبرت العجوز (1011 - 21 مارس 1076)، وكان دوق برغونية منذ 1032 إلى وفاته، هو ابن روبرت الثاني ملك فرنسا وشقيق هنري الأول ملك فرنسا.
في 1025 ومع وفاة شقيقه الأكبر هيو ماغنوس، تمرد روبرت وهنري على والدهما وهزيمته، مما اضطر بالعودة إلى باريس، وفي 1031 بعد وفاة والده الملك، شارك روبرت في تمرد ضد شقيقه بحيث كان مدعوماً من قبل والدته كونستانس الآرلية، ولكن مع تحقق الصلح تم إعطاء له دوقية برغونية (1032).
توفي ابنه الأول هيو في معركة في سن مبكرة وابنه الثاني هنري توفي قبله أيضا وقد خلفه حفيده أي ابن هنري هيو الأول  ومن ثم شقيقه أودو الأول، شارك حفيده الصغير هنري البرغوني حروب الاسترداد الإسبانية وتزوج لاحقا من تيريزا ابنة غير الشرعية لـ ألفونسو السادس ملك ليون وقشتالة، وأصبح كونت البرتغال وانجبا ألفونسو الأول ملك البرتغال الذي كان كونت البرتغال ومن ثم أصبح ملك البرتغال، وأسس أسرة برغونية البرتغالية التي استمرت بفروعها تحكم البرتغال حتى 1910 .

## أبناؤه
1. هيو (1034-1059)، قتل في المعركة.
2. هنري (1035-1074). توفي قبل والده بفترة وجيزة، مما يجعل ورثة روبرت من أبنائه: وأبنائه هم: هيو الأول دوق برغونية (1057-1093)؛ أودو الأول دوق برغونية (1058-1103)؛ روبرت، أسقف لانجر (1059-1111)؛ هيلي ، راهبة (مواليد 1061)؛ بياتريس (مواليد 1063)، تزوجت غوي الأول، كونت فيجنوري؛ رينو، رئيس دير سان بيير (1065-1092)؛ هنري كونت البرتغال (1066-1112)، الذي أصبح حاكم كونتية البرتغال في 1093 - وابنه هو ألفونسو أنريكي، أول ملك البرتغال.
3. روبرت (1040-1113)، قتل مسموماً؛ تزوج فيولانتي الصقليّة، ابنة روجر الأول كونت صقلية.
4. سيمون (1045-1087).
5. كونستانس (1046-1093)، تزوجت من ألفونسو السادس ملك ليون وقشتالة وانجبا أوراكا ملكة ليون وقشتالة وحفيدها هو الإمبراطور ألفونسو السابع من غاليسيا وقشتالة وليون.
6. هيلدغارد (1056-1104)، تزوجت من ويليام الثامن، دوق آكيتاين وأمها هي بنت فولك الثالث كونت أنجو.